# Höga Rör (Mörby)

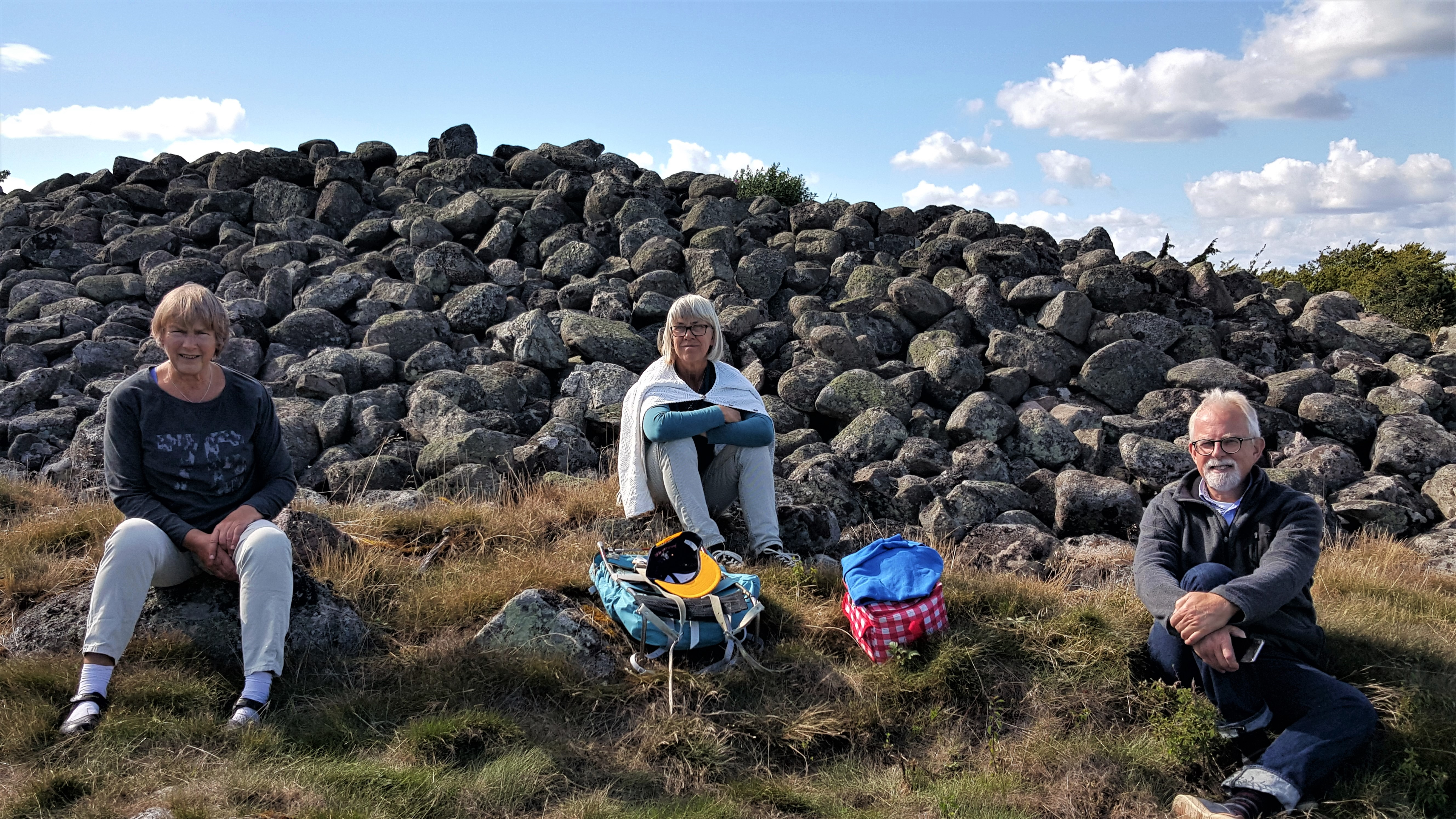
Höga Rör

Die Höga Rör (RAÄ-Nr. Karlshamn 29:1) ist ein bronzezeitliches Steinhügelgrab. Es liegt in einem Wald auf dem Berg Mörby Backe, südwestlich von Mörby und westlich von Mjällby auf der Halbinsel Listerland im Westen von Blekinge in Schweden. Gleichnamige Rösen liegen bei Karlshamn in Blekinge und bei Ljungby in Småland.
Die Höga Rör ist die einzige aus der Bronzezeit (1500–500 v. Chr.) stammende Röse (plur. Röser, schwedisch Röjr oder Roir) auf Listerland. Alle anderen Grabhügel auf der Halbinsel sind Erdhügel.
Dieser Umstand, gepaart mit dem Aufwand, der betrieben wurde, um die Steinmassen auf den rund 50 Meter hohen Berg zu schaffen, gibt Anlass zu Spekulationen über die Bedeutung der beigesetzten Person. Gleichzeitig ranken sich Legenden und Sagen um das Grabmal, darunter die eines im Berg verborgenen Schatzes, der von einem feuerspeienden Drachen bewacht wird, und die Geschichte einer Riesin, die dort Steine sammelte, um damit die Kirche im 40 Kilometer entfernten Åhus zu bewerfen.